# Universitätsarchiv Duisburg-Essen
Das Universitätsarchiv Duisburg-Essen ist eine Abteilung der Universitätsbibliothek Duisburg-Essen. Es wurde 2006 auf Beschluss des Rektorats der 2003 errichteten Universität Duisburg-Essen gegründet. Als öffentliches Archiv ist es gemäß Archivgesetz Nordrhein-Westfalen zuständig für die Übernahme, Verwahrung, Erschließung und Bereitstellung (Archivierung) von archivwürdigen Unterlagen der Universität einschließlich ihrer Vorgängerinstitutionen. Ergänzend zu den amtlichen Unterlagen sammelt das Universitätsarchiv auch Unterlagen privater Herkunft, wie z. B. die Nachlässe von Professorinnen und Professoren, Fotos, Flugschriften, Plakate und Druckschriften.

## Bestände
Die amtlichen Bestände des Universitätsarchivs in Duisburg umfassen insbesondere Sach- und Personalakten von Rektorat, Senat, Kommissionen, Hochschulverwaltung, Fakultäten und zentralen Einrichtungen der Universität Duisburg-Essen sowie ihrer unmittelbaren Vorgängerinstitutionen, der 1972 gegründeten Gesamthochschulen Duisburg und Essen. Ferner befinden sich Unterlagen der 1891 von Bochum übergesiedelten Maschinenbau- und Hüttenschule Duisburg im Universitätsarchiv. Die Überlieferung der Alten Universität Duisburg (1655–1818) wird heute im Landesarchiv Nordrhein-Westfalen verwahrt. Von besonderer Bedeutung ist die Fotosammlung mit über 20.000 Bildern. Angesichts des geringen Alters der meisten Unterlagen ist derzeit (Stand 11. August 2015) aufgrund von archivischen Schutzfristen nur Archivgut mit Laufzeit bis Mitte der 1980er Jahre für die Benutzung frei zugänglich.